# Elkhorn (Nebraska)
Elkhorn je grad u američkoj saveznoj državi Nebraska. Prema popisu stanovništva iz 2010. u njemu je živjelo. stanovnika.